# Acianthera spilantha
Acianthera spilantha é uma espécie de orquídea (Orchidaceae) originária de Santa Catarina, Rio de Janeiro e Espírito Santo, Brasil. São plantas de tamanho médio a pequeno, muito robustas, de crescimento subcespitoso, caules mais curtos que as folhas, espessos e cilíndricos, folhas espessas e duras, ovais, inflorescência com duas a três flores brancas pesadamente maculadas de púrpura claro, externamente pubescentes com ovário pubescente. É comum encontraram-se plantas autogâmicas cujas flores nem chegam a abrir. É bem provável tratar-se de sinônimo da Acianthera breviflora.

## Publicação e sinônimos
- Acianthera spilantha (Barb.Rodr.) Luer, Monogr. Syst. Bot. Missouri Bot. Gard. 112: 118 (2007).

Sinônimos homotípicos:
- Pleurothallis spilantha Barb.Rodr., Gen. Spec. Orchid. 2: 32 (1881).
- Myoxanthus spilanthus (Barb.Rodr.) Luer, Monogr. Syst. Bot. Missouri Bot. Gard. 15: 38 (1986).

Sinônimos heterotípicos:
- Pleurothallis paspaliformis Loefgr., Arch. Jard. Bot. Rio de Janeiro 2: 53 (1918).